# Voilier de l'Atlantique
Istiophorus albicans
Espèce
Le voilier de l'Atlantique (Istiophorus albicans) est une espèce de poissons de la famille des marlins.

## Description
Ces poissons se distinguent par une première nageoire dorsale très développée en forme de voile et par une mâchoire supérieure prolongée comme chez les espadons. Le poisson, très rapide, peut atteindre 3,15 mètres de long,.

## Répartition géographique
Ces poissons vivent en général dans les eaux chaudes de l'océan Atlantique et de la mer des Caraïbes mais ils peuvent lors de migrations importantes remonter vers des régions plus tempérées pour se nourrir des petits poissons qui y sont parfois plus nombreux selon les saisons. On en trouve jusqu'en Méditerranée le long des côtes marocaines. La ponte se fait néanmoins exclusivement dans les eaux chaudes.
Leur chair est appréciée et ils sont aussi bien pêchés commercialement que sportivement.

## Taxinomie
Cette espèce n'est pas reconnue par l'ITIS, qui la considère comme un synonyme de Istiophorus platypterus.

### Synonymes
Istiophorus albicans admet les synonymes suivants :
- Histiophorus albicans (Latreille, 1804)
- Histiophorus americanus (Cuvier, 1832)
- Histiophorus granulifer (Castelnau, 1861)
- Histiophorus pulchellus (Cuvier, 1832)
- Istiophorus americanus (Cuvier, 1832)
- Istiophorus maguirei (Jordan & Evermann, 1926)
- Istiophorus platypterus (non Shaw & Nodder, 1792)
- Istiophorus volador (Jordan & Evermann, 1926 )
- Istiophorus wrighti (Jordan & Evermann, 1926)
- Makaira albicans (Latreille, 1804)
- Makaira velifera (Cuvier, 1832)
- Skeponopodus guebucu (Nardo, 1833)
- Xiphias velifer (Bloch & Schneider, 1801)